# مارك دوبلاس
مارك ديفيد دوبلاس (بالإنجليزية: Mark Duplass)‏ (ولد في 7 ديسمبر 1976) مخرج سينمائي منتج أفلام، ممثل، موسيقي، وكاتب سيناريو أمريكي، دوبلاس متزوج من النجمة كاتي أسيلتون؛ والتي شاركته في بطولة مسلسله الكوميدي الدوري ، وأدى نجاح المسلسل إلى قيام الشركة المنتجة بتنفيذ 4 مواسم أخرى.

## روابط خارجية
- مارك دوبلاس على موقع IMDb (الإنجليزية)
- مارك دوبلاس على موقع روتن توميتوز (الإنجليزية)
- مارك دوبلاس على موقع ألو سيني (الفرنسية)
- مارك دوبلاس على موقع ميوزك برينز (الإنجليزية)
- مارك دوبلاس على موقع تيرنر كلاسيك موفيز (الإنجليزية)
- مارك دوبلاس على موقع أول موفي (الإنجليزية)
- مارك دوبلاس على موقع بوكس أوفيس موجو (الإنجليزية)
- مارك دوبلاس على موقع قاعدة بيانات الأفلام السويدية (السويدية)
- مارك دوبلاس على موقع إن إن دي بي (الإنجليزية)
- مارك دوبلاس على موقع ديسكوغز (الإنجليزية)
- Interview with Jay and Mark Duplass on "Baghead" at IFC.com